# التجمع الوطني للنقابات العمالية
التجمع الوطني لنقابات العمال (نتوك) ، المعروف أيضاً دولياً باسم التجمع الوطني لنقابات العمال في سنغافورة (سنتوك) ، هو المركز النقابي الوطني الوحيد في سنغافورة. التجمع الوطني لنقابات العمال يقود الحركة العمالية في سنغافورة تضم 59 نقابة عمالية منتسبة و 5 جمعيات تجارية منتسبة و 6 مؤسسات اجتماعية و 6 منظمات ذات صلة وشركاء آخرين في المؤسسة.
يتولى الاتحاد الوطني لنقابات العمال قيادة احتفالات عيد العمال في الأول من مايو وينظم تجمعًا سنويًا لدعم تضامن العمال والتزامهم بالشراكة الثلاثية . منذ إنشائها، كان للاتحاد الوطني لنقابات العمال علاقة تكافلية وثيقة مع حزب العمل الشعبي السنغافوري (PAP)، الحزب السياسي الحاكم الحالي في البلاد.  

## النقابات والجمعيات التابعة للاتحاد
وتنتسب 58 نقابة و 3 جمعيات إلى التجمع الوطني لنقابات العمال في سنغافورة. يمكن تصنيف النقابات المنتسبة على نطاق واسع تحت القطاع الصناعي وقطاع الخدمات ونقابات القطاع العام والنقابات الشاملة.

### اتحادات القطاع الصناعي
1. اتحاد موظفي التصنيع المتقدم
2. اتحاد موظفي البيئة العمرانية والحرف العمرانية (باتو)
3. اتحاد موظفي الصناعات الكيميائية
4. اتحاد موظفي إكسون موبيل سنغافورة
5. اتحاد موظفي كيبل
6. اتحاد موظفي كيبل فيلس
7. اتحاد موظفي ناتستيل
8. اتحاد موظفي سلسلة التوريد
9. اتحاد موظفي بناء السفن والهندسة البحرية
10. اتحاد موظفي شركة تكرير سنغافورة
11. اتحاد موظفي شل سنغافورة
12. العمال المتحدون للإلكترونيات والصناعات الكهربائية
13. اتحاد عمال صناعة البترول

### نقابات قطاع الخدمات
1. اتحاد الموظفين التنفيذيين للنقل الجوي
2. الجذب السياحي والمنتجعات والترفيه الاتحاد (أريو)
3. اتحاد الخدمات المصرفية والمالية
4. اتحاد الإعلام الإبداعي والنشر
5. اتحاد موظفي إدارة قواعد البيانات
6. اتحاد موظفي دناتا سنغافورة
7. اتحاد خدمات التعليم
8. نقابة عمال الأغذية والمشروبات والعمال المتحالفين
9. اتحاد موظفي خدمات الرعاية الصحية
10. الاتحاد الوطني لعمال النقل
11. اتحاد ضباط الموانئ
12. اتحاد الموظفين المحليين لرويترز ، سنغافورة
13. نقابة عمال خدمات مباني مطار سنغافورة (ساتسو)
14. اتحاد موظفي بنك سنغافورة
15. شركة سيا الهندسية المهندسين والمديرين التنفيذيين الاتحاد (سيو)
16. اتحاد موظفي الخطوط الجوية السنغافورية
17. اتحاد موظفي التأمين في سنغافورة
18. اتحاد ضباط البحرية السنغافورية
19. منظمة البحارة السنغافورية
20. نقابة عمال الموانئ في سنغافورة
21. اتحاد الموظفين الهندسيين
22. إنطلق بسرعة اتحاد الموظفين (ستسو)
23. الاتحاد السنغافوري لموظفي البث
24. اتحاد موظفي الاتحاد الوطني لنقابات العمال-آرو (صن)
25. نقابة موظفي مجموعة تايمز للنشر
26. اتحاد موظفي الطاقة والغاز
27. اتحاد موظفي الأمن (استخدام)
28. اتحاد التحالف الثلاثي
29. اتحاد موظفي الاتصالات في سنغافورة (UTES)

### نقابات القطاع العام
1. اتحاد الموظفين العموميين
2. الاتحاد المندمج لموظفي المجلس القانوني
3. اتحاد موظفي المؤسسة في سنغافورة
4. اتحاد موظفي مجلس الإسكان والتنمية
5. هيئة الإيرادات الداخلية لاتحاد موظفي سنغافورة
6. نجي آن البوليتكنيك اتحاد أعضاء هيئة التدريس (نباسو)
7. اتحاد موظفي مجلس المرافق العامة
8. اتحاد المعلمين الصينيين السنغافوريين
9. اتحاد المترجمين الشفويين والمترجمين التحريريين في سنغافورة
10. اتحاد معلمي الملايو في سنغافورة
11. اتحاد المعلمين التاميل في سنغافورة
12. نقابة المعلمين في سنغافورة
13. اتحاد عمال هيئة إعادة التطوير الحضري في سنغافورة (سوراو)
14. اتحاد موظفي التدريب

### النقابات الجامعة
1. اتحاد موظفي الصناعة والخدمات في سنغافورة
2. دليل سنغافورة واتحاد العمال التجاريين (سمو)

### الجمعيات و الروابط
1. الرابطة الوطنية لسيارات الأجرة
2. الرابطة الوطنية لأبطال التوصيل
3. الرابطة الوطنية لتأجير المركبات الخاصة
4. الرابطة الوطنية للمدربين والمدربين
5. رابطة سنغافورة للتكنولوجيا المالية
6. جمعية المواهب التقنية
7. الجمعية المهنية للمحتوى المرئي والمسموع والإبداعي

## المنظمات الاجتماعية
التجمع الوطني للنقابات العمالية هي الكيان القابض والمساهم الأكبر في المنظمات الاجتماعية التابعة لاتحاد نقابات العمال.
تشمل قائمة المنظمات الاجتماعية ما يلي:
- مجموعة فيربريس
  - نتوك فيربريس
  - كوبيتيام (شركة)
  - فود فير
  - نتوك لينك
- الحرم الجامعي الأول
- الصحة
- نتوك ليرنينغهوب
- نادي الاتحاد
- تأمين الدخل
- تانجرام آسيا كابيتال

## المنظمات ذات الصلة
تشمل قائمة المنظمات ذات الصلة ما يلي:
- مؤسسة العمل السنغافورية (أس أل أف)
- معهد أونغ تنغ تشيونغ للقيادة العمالية
- معهد التوظيف والتوظيف (إي 2 آي)
- رابطة المستهلكين في سنغافورة (حالة)
- مركز العاملين المنزليين
- مركز العمال المهاجرين

## أنظر أيضاً
- الحركة العمالية في سنغافورة

## روابط خارجية
- قانون العلاقات الصناعية لعام 1960، النظام الأساسي لجمهورية سنغافورة
- قانون العلاقات الصناعية (تعديل) 1968، النظام الأساسي لجمهورية سنغافورة